# مرآة كروية
المرايا الكروية يكون السطح العاكس في المرايا الكروية جزءاً من سطح كرة جوفاء. ويطلق على المرآة الكروية محدبة إذا كان السطح العاكس هو السطح الخارجي. أما إذا كان سطحها العاكس هو الداخلي فحينئذ تسمى مرآة مقعرة.

## التكبير
التكبير في المرايا الكروية خاصية التكبير، و يقصد به كم مرة تكون الصورة (الخيال) أكبرأو اصغر من الجسم. و التكبير علميا هو النسبة بين طول الصورة و طول الجسم .

### مفاهيم متعلقة بالمرايا الكروية

1. البؤرة: هي نقطة تجمع الأشعة المتوازية و الموازية للمحور الرئيس بعد انعكاسها في المرآة المقعرة أو امتداداتها في المرآة المحدبة.(focus).
2. مركز التكور: مركز الكرة التي أخذ منه سطح المرآه.(center of curvature)
3. المحور الرئيس: هو الخط الوهمي الذي يصل بين قطب المرآة ومركز التكور.(principal axis)

### الفرق بين نوعا المرآة
المرآة المقعرة : تسمى بالمرآة اللامة لأنها تعمل على تجميع الأشعة بعد انعكاسها وتكون البؤرة حقيقية لأنها ناتجة عن التقاء الأشعة المنعكسة
المرآة المحدبة: تسمى بالمرآة المفرقة لأنها تعمل على تفريق الأشعة بعد انعكاسها وتكون البؤرة خيالية لأنها ناتجة عن التقاء امتدادات الاشعة المنعكسة وليس الأشعة المنعكسة نفسها
المرايا المقعرة : عكس العدسة المحدبة حيث تقوم بتفريق الاشعة
المرايا المحدبة : عكس العدسة المقعرة حيث تقوم بتجميع الاشعة

### صفات الأخيلة في المرآة المقعرة
يرمز (س) إلى بعد الجسم و (ع) إلى البعد البؤري

| موقع الجسم                                       | صفات الخيال                                          | الصورة  |
| ------------------------------------------------ | ---------------------------------------------------- | ------- |
| الجسم على بعد أقل من البعد البؤري ( س <ع )       | يكون الخيال وهمي معتدل مكبر                          | لا إطار |
| الجسم في البؤرة ( س = ع)                         | لا يتكون خيال                                        | لا إطار |
| الجسم بين البؤرة ومركز التكور ( 2ع> س> ع)        | يكون الخيال حقيقي مقلوب مكبر                         | لا إطار |
| الجسم في مركز التكور ( س = 2ع)                   | يكون الخيال حقيقي مقلوب و طول الجسم يساوي طول الخيال | لا إطار |
| الجسم على بعد أكبر من مثلي البعد البؤري ( س> 2ع) | يكون الخيال حقيقي مقلوب مصغر                         | لا إطار |

### صفات الخيال في المرآة المحدبة
| صفات الخيال        | الصورة |
| ------------------ | ------ |
| وهمية معتدله مصغره |        |

### القانون العام للمرايا و التكبير
```
(1÷س) + (1÷ص) = (1÷ع)
```

حيث أن:
ع = البعد البؤري للمرأة.
ص= بعد الخيال.
قانون التكبير =
ت = (ص÷س) أو يحسب بطريقة أخرى وهي ت = ( ل ص ) ÷ ( ل س )
حيث
ل ص = طول الخيال.
ل س = طول الجسم .
ويطبق القانون العام للمرايا سواء أكانت المرآة مقعرة أو محدبة مع مراعاة الإشارة:
1- يكون بعد الجسم (+) إذا كان الجسم حقيقي و (-) إذا كان وهمي.

2- يكون بعد الخيال (+) إذا كان الخيال حقيقي و (-) إذا كان وهمي.

3- يكون البعد البؤري (+) إذا كانت المرآة مقعرة و(-) إذا كانت المرآة محدبة.
اما بالنسبة لاشارة التكبير

## اقرأ أيضًا
- المرآة
- مرآة مقعرة
- مرآة محدبة
- ثلاثة مرايا تمنع الاعوجاج

1. ↑  Venice Botteghe: Antiques, Bijouterie, Coffee, Cakes, Carpet, Glass